# Presa di Enschede
La presa di Enschede fu un assedio combattuto presso la città di Enschede (attuali Paesi Bassi) dal 18 al 19 ottobre 1597, nell'ambito della guerra degli ottant'anni. Un esercito anglo-olandese guidato da Maurizio d'Orange prese la città dopo un breve assedio e la minaccia di radere al suolo la città.
Dopo la conquista di Bredevoort, una parte dell'esercito di Maurizio, con gli scozzesi ed i frisiani al comando del conte di Solms e del conte van Duivenvoorde, si portarono da Winterswijk a Gronau. Il 18 ottobre, il principe Maurizio, assieme al cugino (e cognato) Guglielmo Luigi di Nassau-Dillenburg, seguiti da cavalleria ed artiglieria già in servizio presso la città di Bredevoort, si mossero all'unisono. Questi erano seguiti dalle truppe inglesi del colonnello Horace Vere e dalle compagnie provenienti dalle città di Duivenvoorde e Brederode in retroguardia.

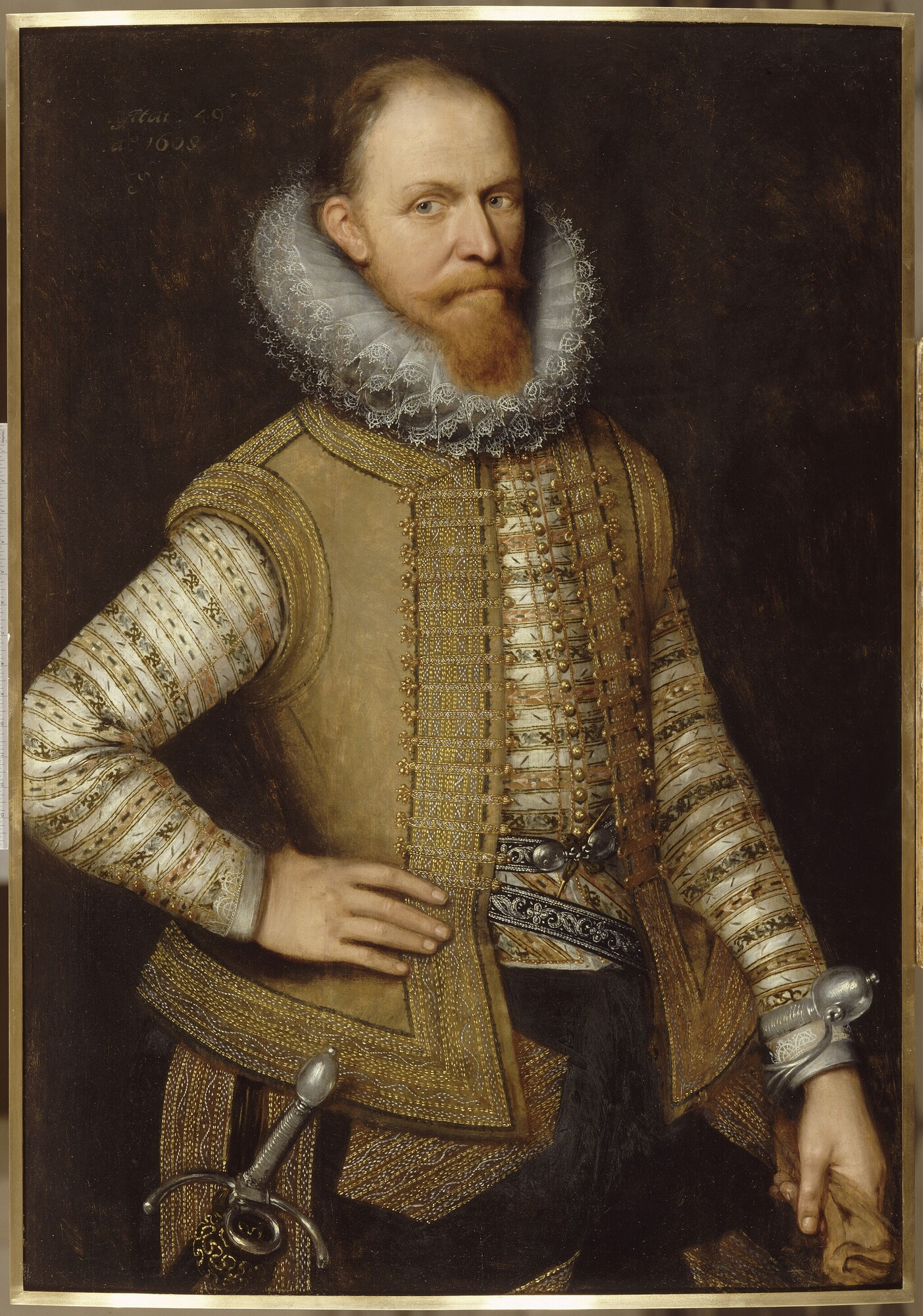
Maurizio d'Orange in un ritratto d'epoca

## L'assedio
A metà strada verso Enschede, a Glanerbrug, Maurizio d'Orange ordinò all'esercito di porsi in formazione da battaglia e di dirigersi verso la città. Quando anche l'artiglieria fu sul posto, ebbe inizio l'assedio. Per un'intera giornata, la città venne bombardata dai cannoni olandesi, atto dopo il quale Maurizio inviò un trombettiere al cancello principale della fortezza a chiedere la resa della città. Il principe d'Orange fece sapere agli assediati di avere intenzione di radere al suolo la città come era accaduto a Bredevoort ed a Groenlo se non avessero consegnato pacificamente la città.
Il governatore tenente van Grootveld ed il comandante della guarnigione spagnola capitano Vasques chiesero a Maurizio il singolare permesso di esaminare l'artiglieria con la quale gli olandesi minacciavano la città. Maurizio acconsentì alla richiesta e, dopo l'ispezione ed a seguito di una discussione col clero della città, i rappresentanti spagnoli accettarono i termini di una resa onorevole con gli olandesi. La guarnigione spagnola, composta in tutto da 108 uomini, lasciò poco dopo la città, venendo sostituita da una compagnia di olandesi al comando di Jaques Meurs che venne quindi nominato governatore della città. Maurizio ordinò lo smantellamento della maggior parte delle fortificazioni della città così da renderla inservibile in futuro come piazzaforte militare e si diresse coi suoi uomini verso la città di Oldenzaal che conquistò dopo un breve assedio. Un contingente di soldati inglesi e olandesi guidati dal capitano Van Duivenvoorde, si divise invece dal grosso dell'esercito e si portò a conquistare Ootmarsum.